# Liste der Naturdenkmale in Lauterstein
| Naturdenkmale | Anzahl |
| ------------- | ------ |
| FND           | 11     |
| END           | 16     |
| Gesamt        | 27     |

Die Liste der Naturdenkmale in Lauterstein nennt die verordneten Naturdenkmale (ND) der im baden-württembergischen Landkreis Göppingen liegenden Stadt Lauterstein. In Lauterstein gibt es insgesamt 27 als Naturdenkmal geschützte Objekte, davon 11 flächenhafte Naturdenkmale (FND) und 16 Einzelgebilde-Naturdenkmale (END).
Stand: 1. November 2016.

## Flächenhafte Naturdenkmale (FND)
| Name                                          | Bild | Kennung     | Einzelheiten                  | Position | Fläche Hektar | Datum         |
| --------------------------------------------- | ---- | ----------- | ----------------------------- | -------- | ------------- | ------------- |
| Eisrohrhöhle                                  | BW   | 81170610023 | Lauterstein                   | ⊙        | 0,6           | 22. Okt. 1984 |
| Forellenloch beim Schloß von Weißenstein      |      | 81170610025 | Lauterstein                   | ⊙        | 0,4           | 22. Okt. 1984 |
| Lützelalb-Hülbe                               | BW   | 81170610019 | Lauterstein                   | ⊙        | 0,1           | 22. Okt. 1984 |
| Ölklinge                                      | BW   | 81170610022 | Lauterstein                   | ⊙        | 0,4           | 22. Okt. 1984 |
| Pflanzenstandort am Küchenfelsen              | BW   | 81360650025 | Lauterstein, Schwäbisch Gmünd | ⊙        | 3,5           | 24. Sep. 1973 |
| Pflanzenstandort bei der Bernhardus-Kapelle   | BW   | 81360650026 | Lauterstein, Schwäbisch Gmünd | ⊙        | 3,1           | 24. Sep. 1973 |
| Sieben Hülben                                 | BW   | 81170610009 | Lauterstein                   | ⊙        | 1,5           | 22. Okt. 1984 |
| Sieben-Hülben-Loch                            | BW   | 81170610010 | Lauterstein                   | ⊙        | 0,3           | 22. Okt. 1984 |
| Steinbruch Reutersgrund mit Höhle u.gr. Buche | BW   | 81170610013 | Lauterstein                   | ⊙        | 0,3           | 22. Okt. 1984 |
| 3 Linden u.Lindenallee am Jägerhaus           | BW   | 81170610006 | Lauterstein                   | ⊙        | 0,2           | 22. Okt. 1984 |
| 4 Hülben am Zwerenberg                        | BW   | 81170610012 | Lauterstein                   | ⊙        | 0,6           | 22. Okt. 1984 |
| Legende für Naturdenkmal                      |      |             |                               |          |               |               |

## Einzelgebilde (END)
| Name                                            | Bild | Kennung     | Einzelheiten | Position | Fläche Hektar | Datum         |
| ----------------------------------------------- | ---- | ----------- | ------------ | -------- | ------------- | ------------- |
| Beutelfels                                      | BW   | 81170610007 | Lauterstein  | ⊙        | 0,0           | 22. Okt. 1984 |
| Sandelfels                                      | BW   | 81170610008 | Lauterstein  | ⊙        | 0,0           | 22. Okt. 1984 |
| 1 Esche beim Ahorn Richtung Rötenbach           | BW   | 81170610026 | Lauterstein  | ⊙        | 0,0           | 22. Okt. 1984 |
| 1 Esche in Ruppertstetten                       | BW   | 81170610014 | Lauterstein  | ⊙        | 0,0           | 22. Okt. 1984 |
| 1 Linde am Zwerenberg                           | BW   | 81170610027 | Lauterstein  | ⊙        | 0,0           | 22. Okt. 1984 |
| 1 Linde bei der Kapelle in Nenningen            | BW   | 81170610001 | Lauterstein  | ⊙        | 0,0           | 22. Okt. 1984 |
| 1 Linde nördl.Lützelalbhof                      | BW   | 81170610020 | Lauterstein  | ⊙        | 0,0           | 22. Okt. 1984 |
| 1 Linde nordwestl.Jägerhaus                     | BW   | 81170610015 | Lauterstein  | ⊙        | 0,0           | 22. Okt. 1984 |
| 1 Linde südöstl.Jägerhaus                       | BW   | 81170610016 | Lauterstein  | ⊙        | 0,0           | 22. Okt. 1984 |
| 2 Linden am Nordhang des Birkenbuckels          | BW   | 81170610024 | Lauterstein  | ⊙        | 0,0           | 22. Okt. 1984 |
| 2 Linden beim Steighof                          | BW   | 81170610003 | Lauterstein  | ⊙        | 0,0           | 22. Okt. 1984 |
| 2 Linden u. 1 Ulme Lützelalbhof                 | BW   | 81170610017 | Lauterstein  | ⊙        | 0,0           | 22. Okt. 1984 |
| 2 Ulmen am Weg zum Kalten Feld                  | BW   | 81170610002 | Lauterstein  | ⊙        | 0,0           | 22. Okt. 1984 |
| 4 Linden bei Fischteich östl.Weißenstein        | BW   | 81170610021 | Lauterstein  | ⊙        | 0,0           | 22. Okt. 1984 |
| 4 Linden beim Ahorn                             | BW   | 81170610005 | Lauterstein  | ⊙        | 0,0           | 22. Okt. 1984 |
| 4 Linden b.früheren Schafhaus (Bergwachstation) | BW   | 81170610004 | Lauterstein  | ⊙        | 0,0           | 22. Okt. 1984 |
| Legende für Naturdenkmal                        |      |             |              |          |               |               |